# 425 (tal)
425 är det naturliga heltal som följer 424 och följs av 426.

## Matematiska egenskaper
- 425 är ett polygontal[1].
- 425 är ett udda tal.
- 425 är ett pentagontal.
- 425 är ett palindromtal i det kvarternära talsystemet.

## Inom vetenskapen
- 425 Cornelia, en asteroid.